# Tubuna
A Scaptotrigona bipunctata, também chamada de Tubuna é uma abelha social da subfamília dos meliponíneos, presente em vários estados do Brasil. Assim como vária outras espécies de abelhas do gênero trigona ou scaptotrigonas, pode gerar confusão por ser uma abelha bastante parecida com outras abelhas da cor preta no geral, na grande maioria das vezes sendo escuras, só sendo possível diferenciá-las por detalhes no seu fenótipo e tipos de ninhos e pitos de entrada que costumam fazer.
Apresenta cabeça, tórax e abdômen pretos. Mede 7 milímetros de comprimento. Possui um corpo com aspecto brilhoso e possui duas listras ao final do seu abdômen, uma ao lado da outra, que ao longe parece uma única listra branca. Constrói ninhos em ocos em árvores de maior porte na natureza.

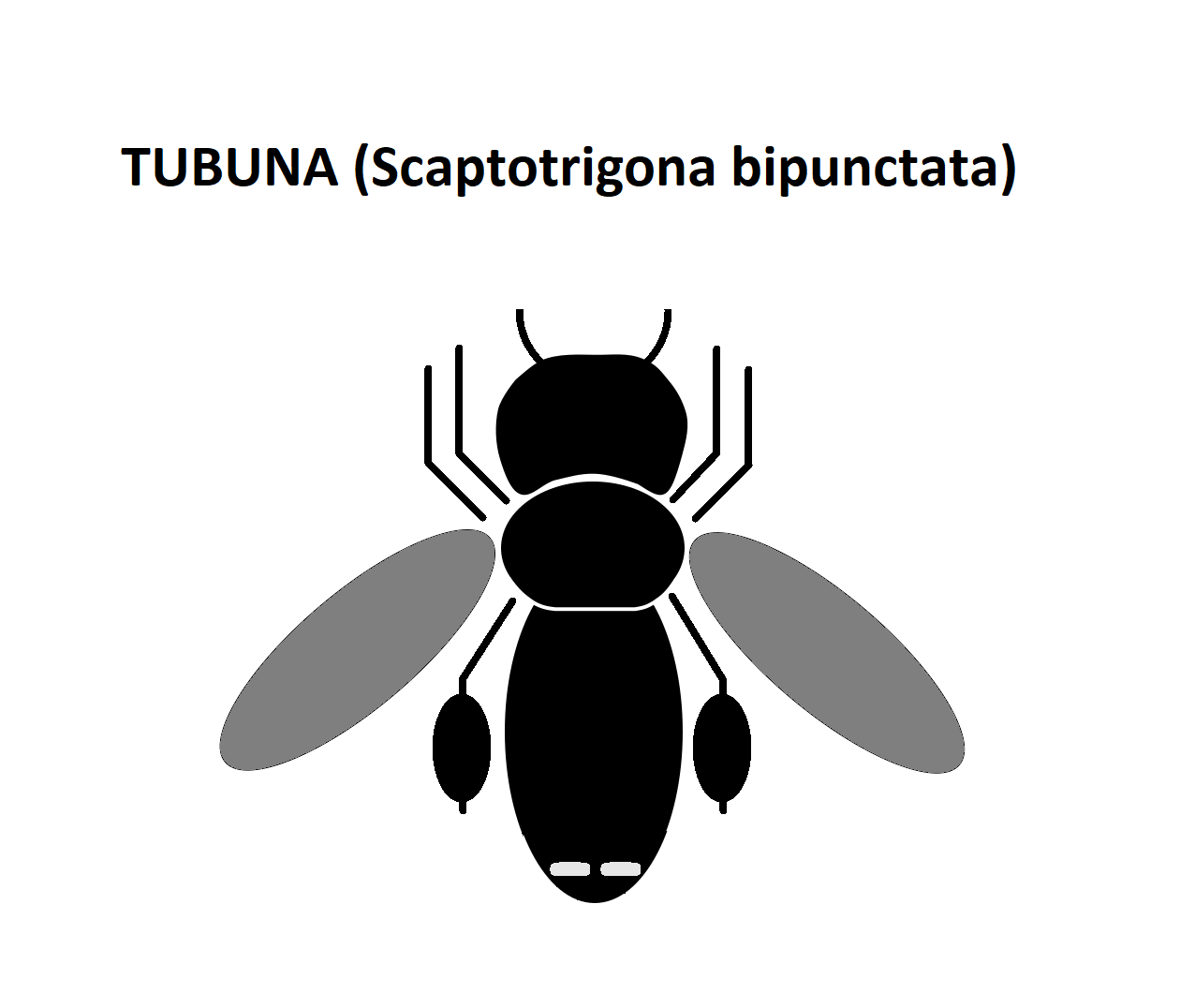
Existem diversas espécies de Scaptotrigonas. A imagem representa a Scaptotrigona punctata e suas características físicas. No geral é uma abelha mais escura, com asas acinzentadas, corpo de aspecto brilhoso e duas listras brancas lado a lado ao final do seu abdômen que parecem uma única listra.

## Taxonomia e filogenia
A Scaptotrigona bipunctata é um membro da ordem Hymenoptera, que é uma das quatro maiores ordens de insetos. É da família Apidae, que é composta de abelhas, e a subfamília é o Apinae, que são abelhas com cesta de pólen. Junto com outras espécies na tribo Meliponini, a tubuna é uma abelha eussocial sem ferrão da família das scaptotrigonas. Existem cerca de 500 espécies conhecidas nesta tribo, a maioria dos quais estão localizados nos neotrópicos.

## Características
A Tubuna é uma abelha bastante defensiva. É uma boa produtora de mel, em vez de pólen, do qual é considerado suave e saboroso. Não são difíceis de capturar nas iscas em regiões em que ocorre. Em áreas urbanas, a Tubuna tem tido certo sucesso ao se adaptar as cidades, nidificando inclusive em muros de casas, porém por ser defensiva pode incomodar as pessoas, diminuindo suas chances de sobrevivência, com pessoas incomodadas matando suas colônias.
Está distribuída no Brasil nos estados do MG, SP, RJ, RS, SC e PR.
As Scaptotrigonas conseguem gerar híbridos e com a Tubuna não é diferente, podendo gerar descendentes híbridos como com mandaguari preta, canudo, dentre outras. Algumas vezes as abelhas híbridas de Tubuna possuem características físicas das duas espécies.

Em caixas do tipo racional modelo INPA, seus ninhos necessitam de tamanho interno de 20x20x7 centímetros para ninho e sobreninho e 20x20x5 centímetros para melgueira, necessitando 1 ninho e 2 sobreninhos. Caixas de Tubuna podem ser mantidas a uma distância de 20 centímetros uma da outra. Seu pito de entrada é construído com diâmetro largo e a boca se abre parecendo um pouco com uma trombeta.